# Ван Неллен, Йоп
Йоханнес Корнелис Йоп ван Неллен (нидерл. Johannes Cornelis "Joop" van Nellen; 15 марта 1910, Делфт, Южная Голландия — 14 ноября 1992, Делфт, Южная Голландия) — нидерландский футболист, играл на позиции нападающего. Участник чемпионата мира 1934 года.

## Биография

### Игровая карьера
Ван Неллен всю футбольную карьеру играл за ДГК.
За сборную Нидерландов дебютировал 2 декабря 1928 года в матче со сборной Италии, который Нидерланды проиграли со счётом 3:2. Ван Неллен принимал участие на чемпионате мира 1934 года, где сыграл в матче со сборной Швейцарии, завершившийся поражением Нидерландов со счётом 3:2. Всего за сборную Нидерландов сыграл 27 матчей и забил 7 голов.

### Смерть
Скончался 14 ноября 1992 года в Делфте в возрасте 82 лет.